# Paulette Bisseck
Paulette Bisseck née Mengue Ajomo est une femme politique militante du Rassemblement Démocratique du Peuple Camerounais (RDPC). Nommée Sénatrice par le Président de la République depuis 2013, elle figure dans trois législatures au Cameroun.

## Biographie
Née le 25 juillet 1953 à Ebolowa dans la région du Sud Cameroun, elle est la fille de Ajomo Adrien et de Atyam Soua Pauline. Elle est l'aînée d'une fratrie de quatre enfants.

### Formation et carrière académique
Elle obtient son Baccalauréat D au Lycée Joss à Douala en 1971 suivi d'une Licence en Chimie à la Faculté des Sciences de l'Université de Yaoundé en 1975. Elle est titulaire ensuite d'un Diplôme d'Etudes Approfondies (DEA) en Chimie Organique en 1978. Son parcours universitaire est couronné par un Doctorat 3e cycle en Chimie, spécialisé en Chimie des Substances Naturelles toujours à l'Université de Yaoundé en 1984, en partenariat avec l'Université de Poitiers-CNRS en France et l'Université de Glasgow en Grande-Bretagne.
De 1979 à 1985, elle est Assistante au Département de Chimie Organique. Son parcours sera sanctionné par le titre de Chargée de cours titulaire à la Faculté des Sciences de l'Université de Yaoundé 1 où elle est Enseignante permanente.

### Parcours professionnel
Elle a occupé, de 2001 jusqu'au 2 avril 2007, le poste de Présidente du Conseil d'Administration (PCA)  de la Fondation pour l'Environnement et le Développement au Cameroun (FEDEC) reconnue d'utilité publique.

### Derniers hommages
Elle décède de suite de maladie le 29 juin 2023 à Paris. Sa dernière demeure se trouve dans son village familial, Nselang, commune de Biwong-Bulu au département de la Mvila. Elle laisse quatre enfants et un petit-fils.
Elle a été fait Grand cordon de l'ordre du mérite camerounais à titre posthume.

## Parcours politique
Elle est une militante du parti au pouvoir au Cameroun depuis l'ère du Renouveau. Sa carrière politique démarre en 1985 avec son élection au poste de Secrétaire adjointe du Bureau National de l'Organisation des Femmes du RDPC au Congrès de Bamenda. Elle est membre suppléant du Comité Central en 1996 et membre titulaire en août 2011.
Elle est nommée Sénatrice titulaire de la région du Sud Cameroun par le Président de la République par le décret no 2013/149 du 8 mai 2013. Elle assume les missions de Questeur parmi les membres du tout premier bureau du Sénat camerounais présidé par Marcel Niat Njifenji élu le mercredi 12 juin 2013 lors de la première législature. La confiance présidentielle lui est renouvelée car elle fait aussi partie de la deuxième législature du Sénat camerounais à la suite du décret no 2018/242 du 12 avril 2018 portant nomination de Sénateurs. Elle poursuit ses fonctions de Sénatrice titulaire de la région du Sud lors de la troisième législature en vertu du décret no 2023/188 du 31 mars 2023.
Lors de ses différentes législatures, elle occupera à chaque fois le poste de Questeur du Sénat. Malheureusement son parcours politique sera brutalement interrompu à la suite de son décès le 29 juin 2023. Elle sera remplacée par le Sénateur du département de l'Océan, Mba Mba Grégoire.